# Resolució 1981 del Consell de Seguretat de les Nacions Unides
La Resolució 1981 del Consell de Seguretat de les Nacions Unides fou adoptada per unanimitat el 13 de maig de 2011. Després de recordar les resolucions anteriors sobre la situació a Costa d'Ivori, incloses les resolucions 1933 (2010), 1942 (2010), 1946 (2010), 1951 (2010), 1962 (2010), 1967 (2011), 1968 (2011), 1975 (2011) i 1980 (2011) el Consell va prorrogar el mandat de l'Operació de les Nacions Unides a Costa d'Ivori (UNOCI) fins al 31 de juliol de 2011 i va ampliar el desplegament temporal de les tropes de les Nacions Unides des de Libèria fins al 30 de juny de 2011.
El desplegament temporal d'unitats des de Libèria marxaria de Costa d'Ivori un mes abans del previst.

## Resolució

### Observacions
En el preàmbul de la resolució, el Consell va recordar els acords de cooperació entre les missions de manteniment de la pau de les Nacions Unides a la Resolució 1609 (2005) i la Resolució 1938 (2010) i la seva intenció de desplegar més tropes de la Missió de les Nacions Unides a Libèria (UNMIL) a la UNOCI de manera temporal si calia.

### Actes
El Consell, sota el Capítol VII de la Carta de les Nacions Unides, va ampliar el mandat de la UNOCI renovat fins al 31 de juliol de 2011 i el desplegament temporal de les tropes de la UNMIL també es va ampliar fins que 30 de juny de 2010. El desplegament temporal consisteix en tres companyies d'infanteria, una unitat d'aviació i tres helicòpters armats amb tripulacions.
Finalment, el Secretari General de les Nacions Unides, Ban Ki-moon, havia d'informar per la mateixa data sobre la seva avaluació de la missió de la UNOCI.